# Поставангард

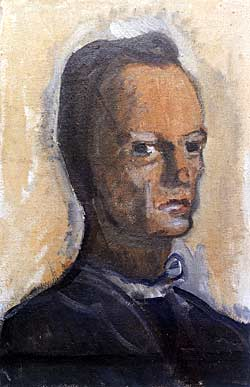
В. Чекрыгин, 1920

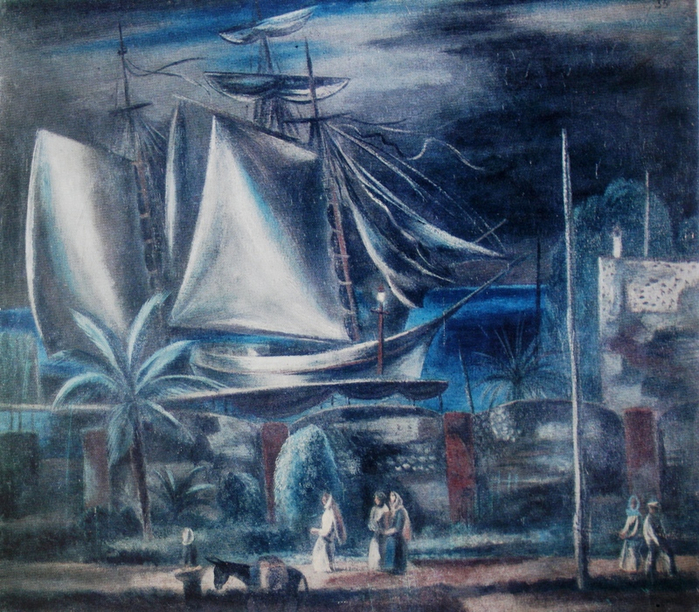
А. Шевченко, 1935

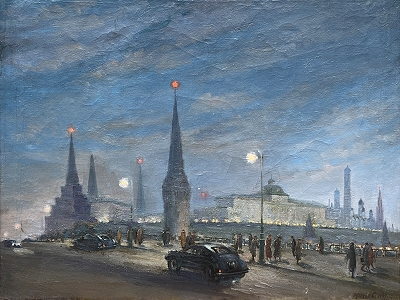
С. Маркин. Москва 1941 года
(Кремлёвские башни в 2 раза выше)

Поставангард (пост-авангард, англ. Post-avant-garde art, нем. Neo-Avantgarde) — условные периоды в художественной культуре, возникшие после направления названного «авангардом» (классический авангард, второй русский авангард, трансавангард), как противопоставление ему. Иногда является синонимом постмодернизма.

## Термин
Термин применяется ко времени начиная с 1920-х годов как «полифоничная модернистская культура» и к современному искусству, например «Советский поставангард» c 1950-х или с 1970-х годов.
- В расширенном смысле поставангард — это культурная среда, которая возникла в России к началу 1920-х годов в результате прорыва радикального искусства в систему интеллектуальных ценностей

и общественных отношений.
- В более узком смысле термин «поставангард» используется для определения суммы направлений русского искусства после авангарда, которое современники называли «левым»,

искусства, осознающего как связь с предреволюционным авангардом, так и отличие от него.

## История
Поставангард сложился в СССР в условиях «неофициального искусства»:
- после 1932 года закрепилось разделение искусства на «официальное» и «неофициальное» — закрытие множества художественных объединений и идеологический контроль.
- после 1985 года с началом перестройки и гласности — «неофициальное искусство» стало легальным.

### Живопись
Поставангард — это полифоническая культура, сложившаяся в 1920-х годах, осознающая и реализующая множественность, разнонаправленность, неоднородность и неоднозначность составляющих её языков. Принципиальное отличие поставангарда от культуры предшествующей эпохи заключается в том, что он не в состоянии даже на короткое время признавать за одним художественным языком право претендовать на привилегированное положение в новой системе творческих проектов.
Поставангард — пространство острой конкуренции языков и концепций развития искусства. Ему присуще понимание себя как пространства присутствия свободно говорящего человека, и этим он отличается и от системы, создаваемой рынком, и от систем администрирования искусства, которые настаивают как раз на исключительной ценности отдельных, избранных фактов, стратегий и форм.Балашов А. В., Художники русского поставангарда. М.: Agey Tomesh/WAM, 2015. C. 10.

### Музыка
Поставангард в музыке второй половины XX века называют «второй волной».

### Философия
В философии поставангард завершил процесс дегуманизации искусства, начавшийся под влиянием роста промышленностии под воздействием потери человеком прежних духовных оснований бытия.

## Исследователи
Искусствоведы, изучавшие поставангард в СССР и России: А. Кантор, О. Ройтеньерг, Ю. Герчук, А. Чудецкая и другие.
Среди современных московских исследователей поставангарда — А. Балашов, И. Галеев, Н. Плунгян, С. Сафонов и другие.